# Raramu
Raramu war ein altägyptischer Palastaufseher, Wab-Priester, Bekannter des Königs und Totenpriester des Cheops in der 6. Dynastie. Seine Frau hieß Anchet, seine beiden Söhne Kahersetef und Kednes, seine Tochter Tjez-tjazet.

## Grabanlage
Die Steinmastaba (G 2099) mit fünf Grabschächten und einem Serdab wurde 1939 von George Andrew Reisner in der Nekropole von Gizeh ausgegraben. Im Serdab fanden sich verschiedene Statuen, die Raramu und seine Familie zeigen. Eine Dreiergruppe zeigt Raramu und Nikauptah, in der Mitte den kleinen Sohn Kednes. Sie befindet sich im Ägyptischen Museum von Kairo (JE 72 138). Eine Sitzstatue von Raramu und eine Paarstatue, Raramu und seine Frau, befinden sich im Toledo Museum of Art (49.4 und 5). Eine kleine Standfigur, die Kahersetef als Knaben zeigt, verwahrt das Virginia Museum of Fine Arts in Richmond (49.21). Stilistisch sind die Statuen wohl in das Ende der 5. Dynastie einzuordnen, und es besteht eine erstaunliche Verwandtschaft zu den Gruppenstatuen im Grab des Mesi (G 2009).